# A New Constellation
A New Constellation är det spanska progressiva death metal-bandet NahemaHs tredje studioalbum. Albumet släpptes 2009 av det tyska skivbolaget Lifeforce Records.

## Låtlista
1. "Absynthe" – 4:38
2. "Follow Me" – 4:46
3. "Reaching the Stars" – 4:22
4. "The Perfect Depth of the Mermaids" – 5:49
5. "Air" – 1:57
6. "Under the Morning Rays" – 7:12
7. "The Trip" – 5:38
8. "Smoke's Men" – 5:17
9. "Outer" (instrumental) – 3:10

## Medverkande
Musiker (NahemaH-medlemmar)
- Pablo Egido – sång
- Miguel Palazón – gitarr, basgitarr, keyboard, synthesizer, trumprogrammering
- Roberto Marco – gitarr, basgitarr
- Paco Porcel – basgitarr

Bidragande musiker
- Javier Fernández – keyboard, synrhesizer, programmering
- Borja Rubio – saxofon (spår 2, 3, 6, 8)
- Blai Cloquell – trummor
- Riina Autio – sång (spår 6)
- Daniel Gil – bakgrundssång (spår 4, 8)

Produktion
- Rafael Alvarez – producent, ljudtekniker, ljudmix, mastering
- Daniel Gil – omslagskonst
- Catalina Mas – foto